# Чай Хон Ям
Чай Хон Ям (англ. Chai Hon Yam, 10 июля 1928, Ипох, Федеративные Малайские Государства) — сингапурский хоккеист (хоккей на траве), нападающий.

## Биография
Чай Хон Ям родился 10 июля 1928 года в малайзийском городе Ипох.
Играл в хоккей на траве за сингапурскую команду «Сингапур Чайнез Рекриэйшен».
В 1956 году вошёл в состав сборной Сингапура по хоккею на траве на Олимпийских играх в Мельбурне, занявшей 8-е место. Играл на позиции нападающего, провёл 3 матча, забил (по имеющимся данным) 1 мяч в ворота сборной Афганистана.
Работал в авиакомпании Singapore Airlines, где был одним из лучших инженерных специалистов.